# Постбауер-Хенг
Постбауер-Хенг (њем. Postbauer-Heng) град је у њемачкој савезној држави Баварска. Једно је од 19 општинских средишта округа Нојмаркт (Горњи Палатинат). Према процјени из 2010. у граду је живјело 7.354 становника. Посједује регионалну шифру (AGS) 9373155.

## Географски и демографски подаци
Постбауер-Хенг се налази у савезној држави Баварска у округу Нојмаркт (Горњи Палатинат). Град се налази на надморској висини од 450 метара. Површина општине износи 24,6 km². У самом граду је, према процјени из 2010. године, живјело 7.354 становника. Просјечна густина становништва износи 298 становника/km².

## Међународна сарадња
| Мјесто                | Држава   | Врста сарадње | Од    |
| --------------------- | -------- | ------------- | ----- |
| Гардоњ                | Мађарска | пријатељство  | 2000. |
| Санкт Улрих бај Штајр | Аустрија | партнерство   | 2000. |
| Извор                 |          |               |       |